# Proplastid
Proplastidi su nediferencirana vrsta plastida.
Sve druge vrste plastida (kloroplasti, kromoplasti i leukoplasti) nastaju od proplastida. Ovisno o tome koju će ulogu imati u budućnosti, proplastidi poprimaju ili ne poprimaju boju i odgovarajuće karakteristike.
Sitni su i vrlo jednostavne građe, i stroma im ima samo malo nepravilno naboranih membrana. Mlade meristemske stanice su mjesto gdje su smješteni proplastidi.
Proplastidi se mogu razviti u ove plastide:
- Kloroplasti, zeleni plastidi: za fotosintezu; v. također etioplasti, prethodnici kloroplasta.
- Kromoplasti, obojeni plastidi: za sintezu pigmenata i pohranu.
- Gerontoplasti: kontrola rastavljanja fotosintetskog aparata tijekom senescencije.
- Leukoplasti, bezbojni plastidi: za sintezu monoterpena; leukoplastidi se ponekad diferenciraju u više specijaliziranih plastida:
  - Amiloplasti: za pohranu škroba i detektiranje gravitacije.
  - Elajoplasti: za pohranu masti.
  - Proteinoplasti: za pohranu i modificiranje proteina.
  - Tanosomi: za sintezu i proizvodnju tanina i polifenola.